# 1700년대
1700년대는 1700년부터 1709년까지를 가리킨다.